# Tokyo Shounen (песня)
Tokyo Shounen («Токийские парни») — четвёртый сингл японской вижуал-кэй группы Nightmare. Сингл вышел 22 июля 2004 года, через 3 месяца после предыдущего сингла — «Varuna». Песня попала во второй альбом — Livid, вышедший 25 ноября 2004 года.
Помимо песни «Tokyo Shounen», в сингл вошли ещё 2 песни. Композиция «Gianizm» Go позже вошла в сборник Gianizm, а песня «toroimerai» попала в сборник Gianism Best Ofs.

## Позиция в чартах
Песня заняла #22 позицию в чарте Oricon, что выше, чем у предыдущего сингла «Varuna».

## Список композиций
| №  | Название        | Текст песни | Музыка | Длительность |
| -- | --------------- | ----------- | ------ | ------------ |
| 1. | «Tokyo Shounen» | Рука        | Рука   | 4:22         |
| 2. | «Gianizm Go»    | Ёми         | Сакито | 2:26         |
| 3. | «toroimerai»    | Ёми         | Сакито | 4:10         |